# Westliche Hüpfmaus

Verbreitungsgebiet der Westlichen Hüpfmaus

Die Westliche Hüpfmaus (Zapus princeps) ist ein Nagetier in der Familie der Hüpfmäuse, das im westlichen Nordamerika vorkommt. Bis Anfang der 2000er Jahre galt das Taxon als Synonym der Wiesenhüpfmaus. Aufgrund abweichender Schädelmaße wird Zapus princeps seither als Art geführt.

## Merkmale
Weibchen und Männchen sind mit Schwanz 209 bis 274 mm lang, die Schwanzlänge beträgt 122 bis 176 mm und das Gewicht variiert zwischen 18 und 38 g. Die Länge der Hinterfüße beträgt 27 bis 35 mm und die Ohren sind 10 bis 18 mm lang. Über den Rücken erstreckt sich ein breiter und dunkler olivbrauner Streifen. Das Fell der Körperseiten ist heller olivbraun mit gelben oder orangen Tönungen. Eine deutliche orange Linie bildet die Grenze zur weißen oder bleich orangegelben Unterseite. Der Schwanz ist ebenfalls in eine dunkle Oberseite und eine helle Unterseite aufgeteilt. Die langen Hinterfüße sind wie bei anderen Hüpfmäusen mit rosa Haaren bedeckt. Bei erwachsenen Exemplaren hat der Zahnschmelz der oberen Schneidezähne eine orange Farbe. Im Oberkiefer sind pro Seite ein Schneidezahn, kein Eckzahn, ein Prämolar und drei molare Zähne vorhanden. Im Unterkiefer enthält jede Seite nur einen Schneidezahn und drei Molaren.
Die Westliche Hüpfmaus besitzt fünf Finger an jeder Vorderpfote und fünf Zehen an jedem Hinterfuß. Die Daumen sind jedoch recht klein.

## Verbreitung
Die nördliche Grenze des Verbreitungsgebiets reicht vom südwestlichen Yukon in Kanada über das zentrale Alberta bis zum Südwesten Manitobas und zum Osten North Dakotas (USA). Im Süden erreicht die Westliche Hüpfmaus den Süden Kaliforniens, den Süden Utahs und den Norden New Mexicos. Die Art fehlt in nordwestlichen und zentralen Bereichen des Bundesstaates Washington. Sie hält sich hauptsächlich auf Bergwiesen, in Galeriewäldern sowie in Baumgruppen mit Erlen, Pappeln und Weiden auf.

## Lebensweise
Nach dem Winter ernähren sich die Exemplare hauptsächlich von Pilzen und Insekten. Sobald reife Pflanzensamen vorkommen, bauen sie mithilfe dieser Fettreserven im Körper auf, die im bis zu 280 Tage dauernden Winterschlaf verbraucht werden. Auch in anderen Zeiten kann die Art bei Nahrungsmangel einen Starrezustand (Torpor) einnehmen und die Körpertemperatur senken. Laut einer Studie von 1970 überleben 56 Prozent der Jungtiere und 17 Prozent der erwachsenen Exemplare den Winter nicht. Wenige Westliche Hüpfmäuse können sich über drei Jahre fortpflanzen und vier Jahre alt werden.
Im zeitigen Frühjahr haben die Weibchen einen Wurf mit zwei bis acht Nachkommen. Sie sind zuvor etwa 18 Tage trächtig. Das Weibchen säugt die Nachkommen 28 bis 35 Tage.
Auf der Flucht vor Feinden wechseln sich bei der Westlichen Hüpfmaus Phasen mit schnellen Bewegungen und Pausen in starrer Haltung ab. Sie kann zickzackförmig rennen oder gerade Sprünge ausführen, die meist 30 bis 40 Zentimeter lang sind. Gelegentlich springt die Maus 70 Zentimeter weit und 30 Zentimeter hoch. Die etwa 0,10 Hektar großen Reviere der Weibchen sind voneinander getrennt. Männchen besitzen durchschnittlich 0,17 Hektar große Reviere, die sich mit den Territorien von Weibchen und von anderen Männchen überlappen. Zur Kommunikation erzeugt die Westliche Hüpfmaus einen hohen Piepton und sie reibt die Zähne gegeneinander. Informationen werden auch durch das Trommeln des Schwanzes auf dem Grund übermittelt.
Dieses Nagetier wird von verschiedenen Fressfeinden wie Mardern, Skunks, Rotluchs, Waschbär und Strumpfbandnattern gejagt.

## Gefährdung
Buschbrände wirken sich in begrenzten Regionen negativ auf den Bestand aus. Möglicherweise stellt der derzeit stattfindende Globale Erwärmung in der Zukunft eine Gefahr für die Population dar. Die IUCN schätzte die Gesamtpopulation im Jahr 2016 als stabil ein. Die Westliche Hüpfmaus wird deswegen als „nicht gefährdet“ (least concern) gelistet.